# Platygaster sugitama
Platygaster sugitama är en stekelart som beskrevs av Yoshida och Hirashima 1979. Platygaster sugitama ingår i släktet Platygaster och familjen gallmyggesteklar. Inga underarter finns listade i Catalogue of Life.